# Lúcio Canínio Galo (cônsul em 37 a.C.)
Lúcio Canínio Galo (em latim: Lucius Caninius Gallus) foi um político da gente Canínia da República Romana nomeado cônsul em 37 a.C. com Marco Vipsânio Agripa. Era filho do tribuno da plebe em 56 a.C., Lúcio Canínio Galo, com Antônia Híbrida Maior e, portanto, genro de Caio Antônio Híbrida e cunhado de Marco Antônio, que havia se casado com Antônia Híbrida Menor.

## Carreira
Galo foi provavelemente eleito para o cargo de pretor antes de 40 a.C. e foi nomeado cônsul em 37 a.C. com Marco Vipsânio Agripa. É possível que ele tenha sido o patrono do poeta latino Sexto Propércio. Renunciou no meio de seu mandato e foi substituído pelo cônsul sufecto Tito Estacílio Tauro. Aparece em uma moeda como triúnviro monetal em 18 a.C.. 
Teve um filho, Lúcio Canínio Galo, cônsul sufecto em 2 a.C..